# مورافيا (كانتون)
مورافيا (بالإسبانية: Moravia)‏ و هي كانتون الرابع عشر لمحافظة سان خوسيه بكوستاريكا، و يغطي الكانتون مساحة 28.62 كم².
و يقدر عدد سكان الكانتون بحوالي 56,919 حسب إحصائيات 2011.
المدينة الرئيسة تدعى سان فيسينتيه.
يمتد الكنتون من الضواحي الشمالية للعاصمة سان خوسيه ومن ثم إلى الشمال الشرقي إلى سلسلة جبال كورديجا سينترال. و تشكل أنهار فيريجا، بَرا، بلانكو الحدود الشمالية والغربية، أما أنهار كيبراذا أسول وماشو تشكل جزءا من الحدود الجنوبية الشرقية للكانتون.
أنهارا أخرى في مورافيا كـ : كيبراذا باريال، كيبراذا لاخاس، كيبراذا سان فرانسيسكو، كيبراذا تورنيجال، كيبراذا يربابوينا، نهر الساقية (السيكية)، نهر آغرا، نهر أوندورا، إيبيس، نهر بَرا الكبير، نهر براسيتو، نهر سوركي،. و ترتفع قمم الجبال في المنطقة بمافيها سوركي 1,583 متر عن سطح البحر.
تم تأسيس الكانتون قانونيا في 31 تموز 1914. و قد أطلق عليه اسم مورافيا نسبة إلى خوان رافاييل مورا بورّاس، كما يوجد أيضا كانتون اسمه مورا فقد دعي هذا الكانتون بمورافيا.

## المقاطعات
يقسم كانتون مورافيا إلى ثلاث مقاطعات :
1. سان فيسيتنيه
2. لا ترينيذاد
3. سان خيرونيمو